# Bundesstraße 448
Pour les articles homonymes, voir Route 448.
 (décembre 2023).
Si vous disposez d'ouvrages ou d'articles de référence ou si vous connaissez des sites web de qualité traitant du thème abordé ici, merci de compléter l'article en donnant les références utiles à sa vérifiabilité et en les liant à la section « Notes et références ».
La Bundesstraße 448 est une Bundesstraße du Land de Hesse.

## Géographie
La Bundesstraße 448 mène du Stadion am Bieberer Berg (Bundesstraße 43) à Offenbach-sur-le-Main au Tannenmühlkreisel près de Rodgau, où on rejoint la Bundesstraße 45. Celle-ci établit la connexion à la Bundesautobahn 3.
La Bundesstraße 448 part de la Bieberer Straße à Offenbach en passant par Offenbach-Bieber, Offenbach-Bieber-Waldhof, Lämmerspiel, Obertshausen et Weiskirchen. La section entre Offenbach et Obertshausen est aménagée en 1975 comme route de contournement pour Bieber. À l'origine, un croisement de la B 448 avec la B 43 était prévue à Bieberer Berg. La B 448 devait être construite sur le Bieberer Berg en passant par Bürgel sur le Main jusqu'à Hanauer Landstraße à Francfort-sur-le-Main. La rue de croisement devrait s'étendre sur l'Offenbacher Buchhügel jusqu'à la Bundesautobahn 661. Ces plans sont abandonnés.
Dans le cours est, la route devait être reliée en tant que B 448 n à la B 469 à quatre voies avec la jonction de l'A 45 à Mainhausen (cette jonction fut préparée comme jonction d'autoroute). Avec l'extension de l'A 3 à six voies, ce plan est également abandonné. Une partie de l'itinéraire prévu est construite avec deux voies comme la L 2310 à Seligenstadt.

## Source
- (de) Cet article est partiellement ou en totalité issu de l’article de Wikipédia en allemand intitulé « Bundesstraße 448 » (voir la liste des auteurs).